# Eulophus ramosus
Eulophus ramosus är en stekelart som beskrevs av Léon Abel Provancher 1881. Eulophus ramosus ingår i släktet Eulophus och familjen finglanssteklar. Inga underarter finns listade i Catalogue of Life.